# فيصميات
الفيصميات أو فصيلة نيميسترينيدي (الاسم العلمي: Nemestrinidae)، فصيلة حشرات من الفصيلة العليا ذباب متشابك العروق. المرتبطة بشكل وثيق بـ ذبابيات صغيرة الرأس. الفصيلة صغيرة ولكنها مُنتشرة في جميع أنحاء العالم، مع حوالي 300 نوع ضمن 34 جنسًا.